# Zodarion zebra
Zodarion zebra là một loài nhện trong họ Zodariidae.
Loài này thuộc chi Zodarion. Zodarion zebra được Charitonov miêu tả năm 1946.